# Mayor Buratovich
Mayor Buratovich è un comune del Partido di Villarino, nel sudest della provincia di Buenos Aires, Argentina.

## Geografia fisica
Mayor Buratovich si trova a 92 km dal porto di Bahía Blanca e a 779 km dalla Città di Buenos Aires, capitale della Repubblica. È ubicata sulla RN 3

## Storia
Il nome della località ricorda il Maggiore Santiago Buratovich (Jakov Buratović), nato a  Verbagno nell'isola di Lesina (Croazia), che trasferitosi in Argentina, ha teso le linee telegrafiche del Paese.
Gli abitanti di Mayor Buratovich, in spagnolo, si chiamano buratovichenses.
Nel 1876, ai tempi della presidenza di Nicolás Avellaneda, il ministro della guerra, Adolfo Alsina, gli assegnò l'incarico di Capo Istruttore del Telegrafo Nazionale. Oltre alle diramazioni del telegrafo, ha costruito le linee del tram nel Paraná e a San Nicolás, ha progettato le prime linee della Ferrovia di Santa Fe, i tratti di ferrovia da Sauce a San José e Montevideo e il porto di Sauce, nella Repubblica Orientale dell'Uruguay.
In ciò che venne definita come conquista del deserto, ha costruito numerosi fortini come Bahía Blanca verso Sud e, tra gli altri, Arroyo Seco, Pescado y Vanguardia.
Gli è stato conferito un Diploma al merito dai Presidenti Carlo Pellegrini in 1880 e Julio A. Roca nel 1882. A fine 1860, prima di compiere 25 anni, si unì all'esercito argentino.
Questo soldato professionista ha partecipato alla costruzione del canale di Suez in Egitto. Successivamente, nel 1869, arriva a Buenos Aires, esercendo le professioni di Ingegnere e di soldato. Da soldato ha partecipato alla Campagna del Deserto nel periodo del generale Julio A. Roca.
Acquista un lotto di 10.000 ettari, in cui sono stato divise le terre conquistate. Il sito fu battezzato “Tres Chañares”.
- 1908, la "Ferrovia da Buenos Aires al Pacifico" sezione Bahía Blanca Noroeste, per estendere una linea diretta a Patagones, chiede a Buratovich dei terreni per edificare la stazione  “Tres Chañares” illustrandogli il vantaggio di fondare un paese vicino
- 1909, lo Spedizionere del Deserto dona 1.300 ettari alla Ferrovia e inaugura il progetto preliminare del paese un anno dopo.
- 1912, l'impresa ultima la Stazione km 72" e il 1 novembre 1913 la denomina Stazione del Mayor Buratovich.

## Società

### Evoluzione demografica
Ha 5 372 abitanti, stando ai dati dell'Instituto Nacional de Estadística y Censos (corrispondente all'ISTAT italiano) del 2010, in incremento del 26% rispetto a i 4 268 abitanti del censimento precedente (Inde, 2001).
Evoluzione demografia di Mayor Buratovich dal 1991 al 2010

### Istituzioni, enti e associazioni

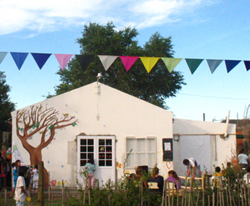
Casita Madre Teresa

#### Associazione Civile Casita Madre Teresa
È un'organizzazione non governativa che si occupa dei diritti dei bambini e dell'inclusione sociale ed economica delle famiglie meno abbienti del Barrio La Primavera. Nata nel pieno della crisi del 2001, la Casa Madre Teresa lavora sulla promozione sociale delle famiglie del quartiere, ponendo un accento particolare sulla rivalutazione dell'organizzazione sociale sul clientelismo, l'educazione popolare e la partecipazione collettiva anziché individuale. Attualmente ha tre programmi; 1) istruzione e opportunità per i bambini dai 6 ai 12 anni, 2) il Banquito (ispirato all'esperienza della Grameen Bank), un programma di economia sociale progettato per fornire credito e supporto produttivo alle famiglie dei bambini e 3) cooperativa sociale; che cerca di generare spazi multiculturali ed ecumenici per i legami tra famiglie native e immigrate, attraverso la fede e la comprensione reciproca.

## Cultura

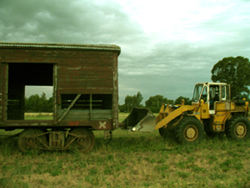
Vagone del progetto Un vagón hermoso.

### Progetto sociale Un vagón hermoso
Un vagón hermoso è un progetto sociale e culturale che vuole recuperare due vagoni abbandonati a Mayor Buratovich. I vagoni saranno usati come spazio di lavoro e futura residenza per visitatori, coinvolgendo diverse persone nella realizzazione di progetti, workshop, proiezioni di film, pubblicazioni di storie locali e tutto ciò che preferisca il pubblico al privato, il collettivo all'individuale.
È un progetto aperto che tenta di instaurare un dialogo sui processi storici, migratori, politici e sociali, riscattando dei beni che appartengono alla comunità, per dar loro un nuovo valore.

## Economia
Pale eoliche
Fanno parte di un programma di produzione sostenibile di energia elettrica, condotto dalla Coop. Elettrica di Mayor Buratovich, nel "Parque Eolico".
La potenza installata è di 1.200 kW; non in funzione
Il 22 ottobre 1997 viene avviata la prova della Granja Eólica, situata a 93 km a sud di Bahía Blanca (coordinate 39°15′48″S 62°37′02″W)
La Cooperativa Elettrica e di Servizi Mayor Buratovich chiarisce e spiega quanto segue:
1. La potenza installata del parco eolico Mayor Buratovich è di 1.200 kW (2 pale eoliche da 600 kW) installate su un sistema trifasico. (La Cooperativa offre il servizio di elettricità e sepoltura a una zona di concessione di 150.000 ettari con 25.000 ettari di rete elettrica)
2. L'energia generata da entrambe le pale raggiunge il 50% dell'energia utilizzata dagli utenti della Cooperativa
3. Lo spegnimento delle pale è dovuta alla bassa redditività dell'energia eolica in Argentina che, nonostante la legge sulle energie rinnovabili, non permette una redditività nelle centrali produttive con una bassa quantità di dispositivi (pale eoliche)
4. Entrambe le unità sono stato acquistate sotto il Piano El Dorado con un sussidio della Germania pari al 65% del suo valore. La Cooperativa ha beneficiato del 35% restante grazie ad un prestito del FEDEI (fondo de empréstito de desarrollo del interior) della Segreteria sull'Energia
5. Nella sua lunga storia, la Cooperativa ha realizzato opere di elettrificazione rurale per più di 500 km di linea trifasica, bifasica e monofasica di linee a mezza tensione (13,2 kV e 7,62 kV), una centrale di avvio rapido con due pale motorizzate, la sala di sepoltura e il parco eolico
6. La Cooperativa prima, durante e attualmente[quando?] è stata amministrata economicamente dagli enti corrispondenti e dagli stessi è sorto un ente in crescita, seppur sottoposto agli sviluppi delle decisioni energetiche del Paese
7. Il parco eolico sarà messo in funzione quando la Cooperativa riuscirà a garantire che l'energia generata dallo stesso sarà sufficientemente redditizia. Opera a beneficio di chi è stato artefice dell'impresa: i suoi utenti
8. Il parco eolico ha già prodotto circa 14.500.000 kWh nel periodo 1997-2003